# Playa de la Magdalena
La playa de la Magdalena está situada en el municipio de Santander, en la comunidad autónoma de Cantabria, España, junto a la península de la Magdalena, recinto público propiedad del Ayuntamiento.